# Árpád Fekete
Árpád Fekete Priska (Salgótarján, Hungría, 5 de marzo de 1921 - Guadalajara, Jalisco, 26 de febrero de 2012) fue un futbolista y entrenador húngaro nacionalizado mexicano que jugaba en la posición de delantero, es considerado uno de los mejores entrenadores extranjeros en la Primera División de México, rescatando equipos de equipos de descender a Segunda División aparte de ser campeón 3 veces.

## Biografía
Nació en Salgótarján, Hungría en el año de 1921, como jugador debutó en 1935 con el Ujpest de Budapest donde permaneció hasta 1942. Logra quedar como campeón de la Copa Mitropa con el Újpest FC en 1939, al lado de figuras como Szusza, Szalay, Zsengellér y Nagymarosi.
En 1940 es convocado a formar parte de la Selección de fútbol de Hungría, donde jugaría en 20 encuentros. Para 1945 emigra a Rumania y se enrolaría en el equipo Carmen de Bucarest, para después pasar a jugar con el Como Calcio 1907, Cagliari Calcio y el SPAL 1907 en Italia.
Para la temporada 1948-1949 llegó al Pro Sesto como centro delantero, y después al Cerdeña en la campaña 1953, participando como interior derecho o izquierdo y centro delantero. Para la temporada 1954-1955 pasó a jugar la liga francesa con el Olimpia de Montpellier y se retiraría como jugador.
En 1954 consiguió su título para desempeñarse como entrenador e inmediatamente emigró a los Estados Unidos de América. Poco tiempo después es contratado por el Club Deportivo Guadalajara para dirigir al equipo en la temporada 1957-58, en esa temporada el equipo lograría el tercer lugar en el torneo de la Primera División de México. Para la siguiente temporada la 1958-59, Fekete lograría hacer campeón al equipo de las Chivas dándoles su segundo título en la era profesional. Dirigió al equipo hasta 1960 logrando 2 títulos y 1 Campeón de Campeones.
En la temporada 1961-62 pasa a dirigir a los Pericos del Nacional equipo ya desaparecido y que tenía su sede en Guadalajara. Luego al Oro de Jalisco, donde sería campeón en la temporada 1962-63 quitándole el título al Guadalajara en la última jornada, también logró alcanzar el título de Campeón de Campeones.
Tiempo después dirigió al Deportivo Toluca, al Atlas de Guadalajara y al Laguna FC. En 1963 llega a la Selección de fútbol de México para dirigir al equipo en la Copa Concacaf después de la salida de Javier De la Torre. En la temporada 1970-1971 dirigió una vez más a las Margaritas del Atlas de Guadalajara y no pudo evitar el descenso a la 2a División cuando perdió el 3.º partido definitivo con los Tuzos del Pachuca, partidos de descenso con polémica.
En 1971 dirigió a los Gallos del Club Social y Deportivo Jalisco, después dirigió a los Pumas de la UNAM, y en la temporada 1974-75 logró un campeonato de Copa México y un Campeón de Campeones. En 1976, es contratado por los Tigres de la UANL, con el propósito de evitar el descenso, cosa que consiguió. cuando en el partido final para no descender, ganan los Tigres a los Cañeros de Zacatepec, 1-0 con gol conseguido por su centro delantero, el brasileño Iauca. Es muy recordado por la afición de Tigres pues en el partido que se salvaron del descenso al entrevistarlo Fekete dijo que la afición de los felinos era la mejor que había en el mundo.
Para la temporada 1977-78 llegó a los Tecos de la UAG, consiguiendo una de las mejores campañas del equipo quedando en cuarto lugar en la tabla general en la temporada regular con 17 ganados, 12 empates y solo 9 derrotas. En 1978-1979 dirigió a los Potros de Hierro del Atlante. Y en el año 1979, a los Leones Negros de la Universidad de Guadalajara, cargo que dejó en el año 1981. Posteriormente dirigió a los Canarios del Morelia hoy Monarcas, de 1982 a 1983 salvándolos del descenso.
En 1983 se integró al León AC para tratar de sacarlo de los últimos lugares de la tabla. En 1982-1983 dirigió al Atlas. Tiempo después volvió a dirigir al Club Deportivo Guadalajara, en la temporada 1989-90 después de la salida de Ricardo La Volpe y Jesús Bracamontes, su desempeño no fue el óptimo y es reemplazado por el zurdo Miguel Ángel López.
Después de 33 años en México, terminó su carrera como entrenador dirigiendo un total de 625 juegos, de los cuales ganó 232, consiguiendo así un promedio de efectividad de por vida de 53.9%.
En 1999 recibió la Cruz al Mérito de la República de Hungría, logrando obtener el grado oro, el más alto que se otorga. Se le fue entregada para reconocer su labor como deportista y promotor de la cultura de su país de origen.
Falleció el 26 de febrero de 2012 en la ciudad de Guadalajara, Jalisco, México; donde residió sus últimos años de vida.

### Legado
- Como entrenador fue considerado un bombero de lujo, dado que en sus últimos años, se especializó en salvar equipos del descenso, basándose en una defensiva férrea, un marcaje a presión y a ultranza y con su clásico contragolpe para anotar y rescatar los puntos suficientes para salvar a sus equipos.
- Hizo campeón a las Chivas Rayadas del Guadalajara y a los Mulos del Oro.

### Clubes

#### Como jugador
| Club                   | País    | Año       |
| ---------------------- | ------- | --------- |
| Újpest Football Club   | Hungría | 1935-1945 |
| Carmen Bucarest        | Rumania | 1945-1946 |
| Pro Sesto              | Italia  | 1948-1949 |
| Olimpia de Montpellier | Francia | 1953-1954 |

#### Como entrenador
| Club             | País   | Año                             |
| ---------------- | ------ | ------------------------------- |
| Guadalajara      | México | 1957-1960, 1989-1990            |
| Nacional         | México | 1961-1962                       |
| CD Oro           | México | 1962-1965, 1967-1968            |
| Toluca           | México | 1965-1966                       |
| Atlas            | México | 1966-1967, 1970-1971, 1982-1983 |
| Pumas UNAM       | México | 1968-1969, 1974-1976            |
| Laguna           | México | 1970, 1972-1973                 |
| Jalisco          | México | 1970-19711                      |
| Tigres UANL      | México | 1976-1977, 1987-88 y 1988-89    |
| Tecos UAG        | México | 1977-1978                       |
| Atlante          | México | 1978-1979                       |
| Leones U. de G.  | México | 1979-1981                       |
| Club León        | México | 1981-1982, 1983-1985            |
| Atlético Morelia | México | 1982-19832                      |

## Palmarés

### Como jugador
| Título       | Club      | País    | Año  |
| ------------ | --------- | ------- | ---- |
| Copa Mitropa | Újpest FC | Hungría | 1939 |

### Como entrenador
| Título                     | Club                       | País   | Año     |
| -------------------------- | -------------------------- | ------ | ------- |
| Primera División de México | Club Deportivo Guadalajara | México | 1958-59 |
| Campeón de Campeones       | Club Deportivo Guadalajara | México | 1959    |
| Primera División de México | Club Deportivo Guadalajara | México | 1959-60 |
| Primera División de México | Club Deportivo Oro         | México | 1962-63 |
| Campeón de Campeones       | Club Deportivo Oro         | México | 1963    |
| Copa México                | Pumas de la UNAM           | México | 1974-75 |

### Premios
| Premios                                   | Año  |
| ----------------------------------------- | ---- |
| Cruz al Mérito de la República de Hungría | 1999 |